# Абдалла Ндур
Абдалла Ндур (фр. Abdallah Ndour, нар. 20 грудня 1993, Рюфіск) — сенегальський футболіст, захисник французького клубу «Генгам» та національної збірної Сенегалу.

## Клубна кар'єра
Народився 20 грудня 1993 року в місті Рюфіск. Вихованець сенегальської футбольної школи Generation Foot. 2011 року приєднався до французького «Меца», де став виступати за резервну команду в якій провів три сезони, взявши участь у 45 матчах аматорського чемпіонату. За першу команду «Меца» провів лише один матч 9 грудня 2013 року в Кубку Франції проти «Кретея».
28 липня 2014 року на правах оренди перебрався до «Страсбура», з яким наступного року уклав повноцінний контракт. З командою Ндур вийшов з третього дивізіону до вищого і загалом провів за команду понад 100 ігор чемпіонату, втім у вищому дивізіоні основним гравцем не був.
У 2020 році, не продовживши контракт зі «Страсбуром», Ндур перебрався до клубу Ліги 2 «Сошо», у складі якого провів наступні три роки своєї кар'єри гравця. Більшість часу, проведеного у складі «Сошо», був основним гравцем захисту команди.
27 липня 2023 року уклав трирічний контракт з «Генгамом». Станом на 29 вересня 2023 року відіграв за команду з Генгама 7 матчів в національному чемпіонаті.

## Виступи за збірну
24 березня 2023 року дебютував в офіційних іграх у складі національної збірної Сенегалу в матчі кваліфікації Кубка африканських націй 2023 року з Мозамбіком (5:1).
| Дата      | Місто      | Господарі | Результат | Гості    | Турнір                                  | Голи | Примітки |
| --------- | ---------- | --------- | --------- | -------- | --------------------------------------- | ---- | -------- |
| 24-3-2023 | Діамніадіо | Сенегал   | 5 – 1     | Мозамбік | Відбір до Кубка африканських націй 2023 | -    | 90'      |
| Усього    |            | Матчів    | 1         |          | Голів                                   | 0    |          |